# Nadia Beugré
Pour les articles homonymes, voir Beugré.
Nadia Beugré, née le 5 mars 1981 à Abidjan, est une danseuse et chorégraphe ivoirienne.

## Biographie
Nadia grandit dans le quartier populaire d’Abodo, au nord d'Abidjan, au sein d'une famille musulmane. Sa mère est la cinquième épouse de son père, et elle est la douzième ou treizième enfant de la famille. Son père est adepte de danse traditionnelle. Elle s'intéresse enfant au football, puis finalement à la danse et aux danses traditionnelles de Côte d’Ivoire qu'elle pratique au sein du Dante Théâtre,,.
En 1997, elle participe à la création, avec Béatrice Kombe, de la compagnie Tchétché, composée uniquement de femmes sur scène. Cette rencontre marquera durablement le parcours artistique de Nadia. La troupe remporte le deuxième prix des Rencontres chorégraphiques de l’Afrique et de l’océan Indien, à Madagascar, en 1999 et tourne dans le monde entier. 
Peu de temps après le décès de Béatrice Kombe en 2007 qui l'affecte profondément, elle crée le solo Un espace vide : Moi, présenté en Angleterre, en France, au Burkina Faso, en Tunisie, et aux États-Unis. Suivent des années difficiles. Elle fait le choix d'approfondir sa connaissance de la danse contemporaine au sein les cours de Germaine Acogny au Sénégal, puis en France à Montpellier au sein de la formation  Ex.e.r.ce sous la direction de Mathilde Monnier. 
Elle s'installe à Montpellier et danse notamment dans la compagnie d’Alain Buffard, avec la rwandaise Dorothée Munyaneza et la sud-africaine Hlengiwe Lushaba,,.

En 2012, elle crée et interprète un nouveau solo, Quartiers libres. Elle apparaît au milieu du public, vêtue d’une robe de scène courte et d’un micro dont le fil entoure son cou, entonnant Malaika, de Myriam Makeba, puis monte sur scène pour une danse rude, âpre, libre de ses mouvements et de son corps, interrogeant sur les espaces accessibles aux femmes,, : 
« Ms. Beugré — so committed — makes the scene seem more like real life than theater. »
— Gia Kourlas
        
« Mme Beugré — tellement engagée — fait ressembler la scène davantage à la vie réelle qu'à du théâtre. »
.
La pièce n'a cessé depuis de tourner.
En 2014, elle crée le spectacle Tapis rouge, qu'elle interprète avec Sébastien Martel, dans un programme Sujets à vif du festival d'Avignon, puis en 2015 Legacy, avec la danseuse Hanna Hedman et la bassiste Manou Gallo. La pièce qui implique la présence d'une douzaine de femmes amateurs évoque la marche, en 1949, d’un groupe d’ivoiriennes, à Bassam, pour obtenir la libération de leurs maris emprisonnés par les troupes coloniales,.
En 2017, aidée de Nina Kipré, elle remonte, au festival d'Avignon une pièce de Béatrice Kombe, Sans repères, 10 ans après la mort de la créatrice de ce spectacle : quatre femmes jettent leurs longues robes pour le short et un soutien-gorge noir de sportive guerrière, affirmant, cris et claques sur le corps, la puissance du pouvoir féminin et la volonté d’exister.
En 2020, Nadia montre au festival Montpellier danse sa dernière création L'Homme rare, un quintet 100% masculin, tout en assurant la chorégraphie de la pièce musicale Atem pour le Darmstadtstaatstheater.
Nadia est artiste associée au Vooruit Kunstencentrum à Gand  (2017 – 2021) et à la Briqueterie à Vitry-sur-Seine (2021-2022).
Elle vient de créer sa propre compagnie à Montpellier : Libr’Arts se veut une plate-forme de production, diffusion mais aussi formation entre la France et la Côte d’Ivoire.
Interprète, Nadia Beugré a dansé avec Dorothée Munyaneza (Samedi détente), Bernardo Montet, Boris Charmatz (10 000 gestes) ou Bernardo Montet. Elle collabore aussi actuellement avec Rémy Héritier et Robyn Orlin.